# Servicestelle Jugendbeteiligung
Die Servicestelle Jugendbeteiligung (SJB) wurde im Jahr 2001 als 3-jähriges Modellprojekt der Stiftung Demokratische Jugend gegründet und vom Bundesjugendministerium gefördert. Das Ziel der SJB ist Jugendbeteiligung auf allen Ebenen von Jugendlichen für Jugendliche zu ermöglichen.
Seit der Pilotphase gestaltet die SJB ihre Aktivitäten um die Bereiche Infoscout-Netzwerk, regionale Servicestellen Jugendbeteiligung und den Infoservice im Rahmen von Projektarbeit. Sie ist ein gemeinnütziger eingetragener Verein und arbeitet bundesweit.
Die Koordinierung und Vernetzung von aktiven und engagierten Jugendlichen (z. B. in Schülervertretungsstrukturen oder Kinder- und Jugendparlamenten) im gesamten Bundesgebiet ist eine der Kernaktivitäten.
Im Infoscout-Netzwerk organisierten sich zwischen 2001 und 2011 engagierte Einzelpersonen aus ganz Deutschland, um sich gegenseitig Zugang zu Informationen und Beteiligungsmöglichkeiten zu verschaffen und auf sogenannten Infoscouteinsätzen (ISE) auf Veranstaltungen (z. B. Verfassungstage, Ganztagsschulkongress, Berlin 05) die Teilnehmer zu informieren und zu vernetzen.
Der Erwerb von Qualifikationen für ihre Projektarbeit spielt eine wichtige Rolle bei engagierten Jugendlichen, hier setzt die SJB mit ihrem Qualifizierungsangebot an und bietet Seminare zu Themen wie Moderation von Veranstaltungen oder Projektmanagement. Zudem setzt sie eigene Modellprojekte und Modellprojekte mit zahlreichen Projektpartnern um.
Regionale Servicestellen Jugendbeteiligung arbeiten in Städten und Gemeinden und ihrem lokalen Umfeld. Sie versuchen, vor Ort kommunale Partizipationsstrukturen für Jugendliche aufzubauen und Erwachsenenstrukturen für die Belange der Jugendlichen zu sensibilisieren. In dieser Arbeit werden die regionalen SJBen von der bundesweiten SJB unterstützt.
Die SJB ist über den angesetzten Zeitraum hinaus bis heute existent und vereinigt mehr als 1200 engagierte Jugendliche in über zwölf regionalen Servicestellen.